# Xe tăng hạng nặng T29
Xe tăng hạng nặng T29 là một dự án xe tăng hạng nặng của Mỹ bắt đầu từ tháng 3 năm 1944 để chống lại xe tăng hạng nặng mới của Đức. T26E3 (M26 Pershing), trọng lượng khoảng 45 tấn, không được coi là đủ hỏa lực và giáp trụ để chống lại Tiger II, nặng gần 70 tấn. T29 không tham chiến trong chiến tranh thế giới thứ hai.
T29 được dựa trên thân T26E3 với bọc giáp nặng hơn, một động cơ Ford cung cấp khoảng 720 mã lực, và một tháp pháo lớn mới có khả năng lắp súng 105 mm. Nó nặng khoảng 70 tấn và có thể so sánh với Tiger II của Đức trong cả hỏa lực và giáp bảo vệ. Các mô hình thử nghiệm khác có sử dụng động cơ Allison V1710.
Phát triển cùng một lúc và liên quan chặt chẽ đến T29, xe tăng hạng nặng T30 và T29 là hầu như giống nhau nhưng T30 được lắp pháo 155 mm và đặc trưng một động cơ mạnh mẽ hơn. Trong năm 1945, với cuộc chiến tranh thế giới ở châu Âu kết thúc, T29 và T30 đã được phân loại "hạn chế mua" và trật tự nhỏ được đề xuất trên cơ sở rằng súng lớn và giáp dày sẽ hữu ích cho việc tấn công các boongke của Nhật Bản. Tuy nhiên, do gặp vấn đề triển khai xe tăng hạng nặng và chiến tranh kết thúc trước khi vấn đề đã được giải quyết, vì vậy chỉ một lô nhỏ của các mô hình thí điểm đã được sản xuất.
Biến thể cuối cùng của T29, xe tăng hạng nặng T34, được lắp pháo 120mm. Chỉ có hai nguyên mẫu, một chuyển đổi từ một trong những mô hình thí điểm T29 và một chuyển đổi từ T30. Một lần nữa, chiến tranh kết thúc khiến việc phát triển dừng lại, nhưng kinh nghiệm thu được với T34 có giá trị trong sự phát triển của xe tăng hạng nặng M103.
Có một vài chiếc T29 còn sót lại được lưu giữ tại Fort Benning, Georgia. Một nằm ở phía trước của Bảo tàng thiết giáp & kị binh Quốc gia.